# معبر چروکی

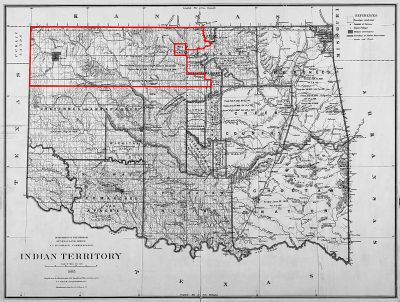
چورک اولت

معبر چروکی (انگلیسی: Cherokee Outlet) در ایالت متحده آمریکا و ایالت امروزی اوکلاهما واقع شده بود و عبارت از قطعه زمینی به وسعت ۹۷ کیلومتر بود که در جنوب حدود مرزی اوکلاهما-کانزاس قرار داشت.